# ماهدر آسافا
ماهدر آسافا (فرانسوی: Sew le Sew‎) متولد ۵ اکتبر ۱۹۸۷ در اتیویی است که پس از بازی در سریال تلویزیونی Sew در سال ۲۰۱۱ به شهرت رسید.
ماهدر آسافا پس از انصراف از کالج، در فرودگاه بین‌المللی آدیس آبابا بول، نزدیک به چهار سال به عنوان نماینده فروش مشغول به کار بود. در این مدت او راه خود را به دنیای سینما باز کرد و در آنجا برای شرکت در یک فیلم به دلیل نداشتن تجربه بازیگری، نقش دوم را دریافت کرد. بعداً یکی از دوستان او را متقاعد کرد که به یک شرکت تولید بپیوندد. پس از اولین فیلمش، ماهر آسفا در چندین فیلم دیگر بازی کرد که شاید برجسته‌ترین آنها عبارتند از: عمران، 45K, Liniga Seal, 3] Tsino Kal, بادیگارد، Hewitt Ina Sack, Irak و فیلم‌های دیگر.